# Stephen Moulton Babcock

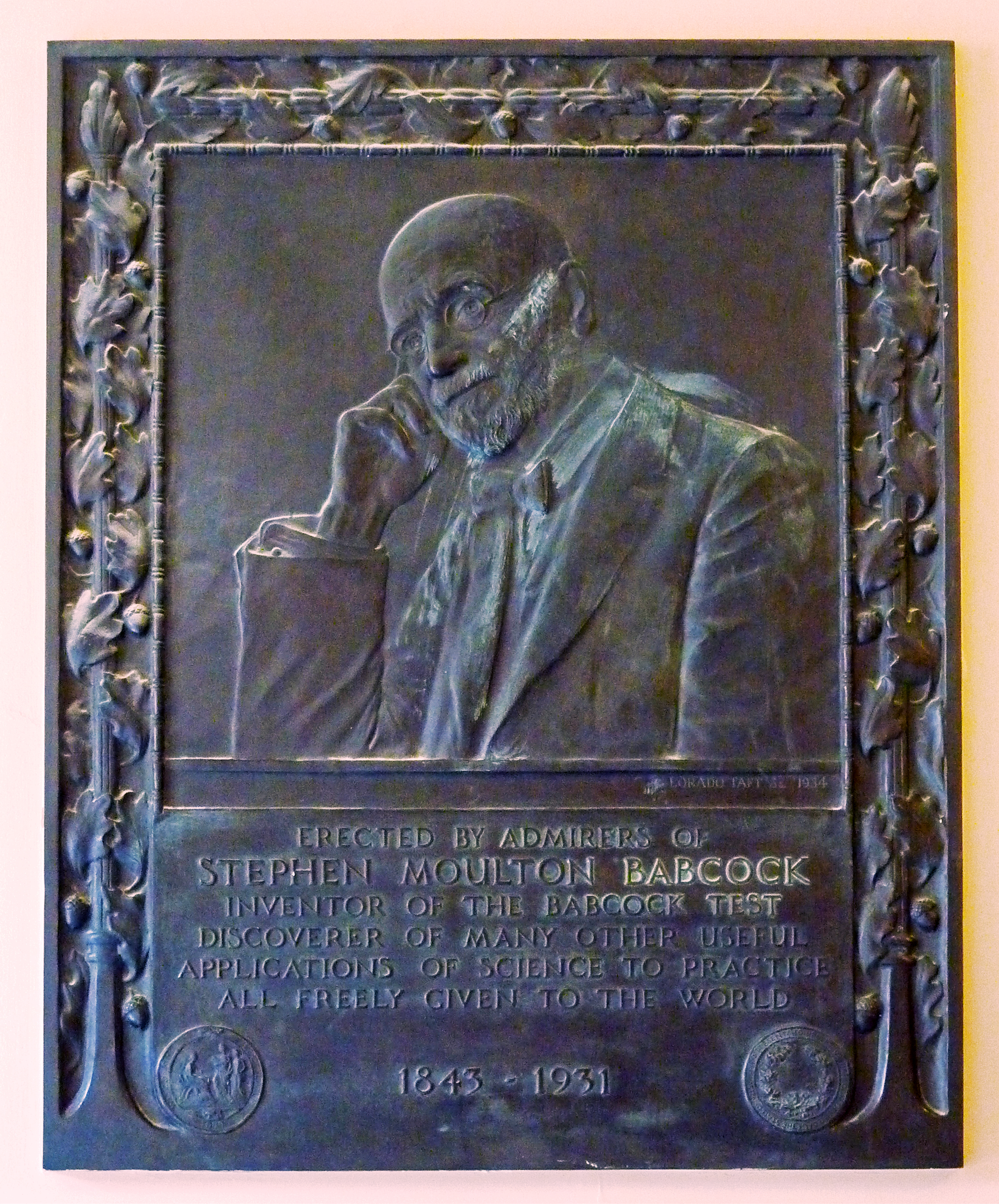
Gedenktafel für Stephen Moulton Babcock an der Universität von Wisconsin-Madison geschaffen 1934 von Lorado Taft

Stephen Moulton Babcock (* 22. Oktober 1843 bei Bridgewater, Oneida County, New York; † 2. Juli 1931 in Madison, Wisconsin) war ein US-amerikanischer Agrikulturchemiker.
Babcock studierte am Tufts College, dem Rensselaer Polytechnic Institute und der Cornell University. An der Universität Göttingen wurde er 1879 in Organischer Chemie promoviert. 1881 wurde er Agrikulturchemiker am New York State Agricultural Experiment Station in Geneva, New York.
1887 wurde er Leiter der Abteilung für Agrikulturchemie an der University of Wisconsin-Madison Agricultural Experiment Station (UWAES).
Er entwickelte 1890 einen Test zur Bestimmung des Fettgehalts der Milch (Babcock-Test).